# 労働寄生
労働寄生（ろうどうきせい、英語: kleptoparasitism, cleptoparasitism）は、生物における寄生のあり方の一つを指す言葉である。宿主の体から直接栄養を得るのではなく、宿主が餌として確保したものを餌として得るなど、宿主の労働を搾取する形の行動を取ることを指す。盗み寄生とも言う。

## 概説
寄生は、一般にはたとえば回虫やシラミのように、特定の宿主の体内、あるいは体表にあってその体から栄養を得る生活を指す。これに対して、労働寄生というのは、宿主の体そのものでなく、宿主が必要な資源として獲得したものを奪うこと、あるいはそれを行って生活することである。
たとえばある動物が獲物を得てそれを食べる場合、まず獲物を捕獲する段階があり、それに次いで摂食が行われる。この二つの段階の間に割って入り、ある動物が捕獲したものを他の動物が取り上げて我がものとするものがあれば、このように呼ぶことができる。このような行動は人間社会における盗みに当たるから、盗み寄生と呼ばれる。英語の kleptoparasitism はギリシャ語の「盗む」を意味する語 κλέπτειν (kleptein) と寄生性を合成した語である。
なお、獲物の捕獲には失敗を伴うのが普通であり、盗まれて食えなかったのは失敗したのと同じと見ることもでき、そうみると、盗み寄生は宿主に何らの負担もかけてはいないようにもみえる。しかし、捕獲に至る行動にもそれなりのリスクとコストはあるはずで、したがって捕獲に至った獲物を奪われたのは、それに要したコストをも取られたと見ることもできる。この場合、宿主の被害は獲物そのものだけでなく、それに要したコスト、つまり捕獲のための労働を盗まれたと見ることができる。労働寄生の語はこれによる。
なお、このような例が寄生に当たるのかどうかは一見疑問であるが、昆虫などでは寄生と見なさざるを得ない例もあり、逆に寄生と言い難い例もあり、そのあたりには議論がある。また、類似あるいは共通する概念に社会寄生があるが、この項では区別しておく。

## 具体例

### 食料を直接盗む

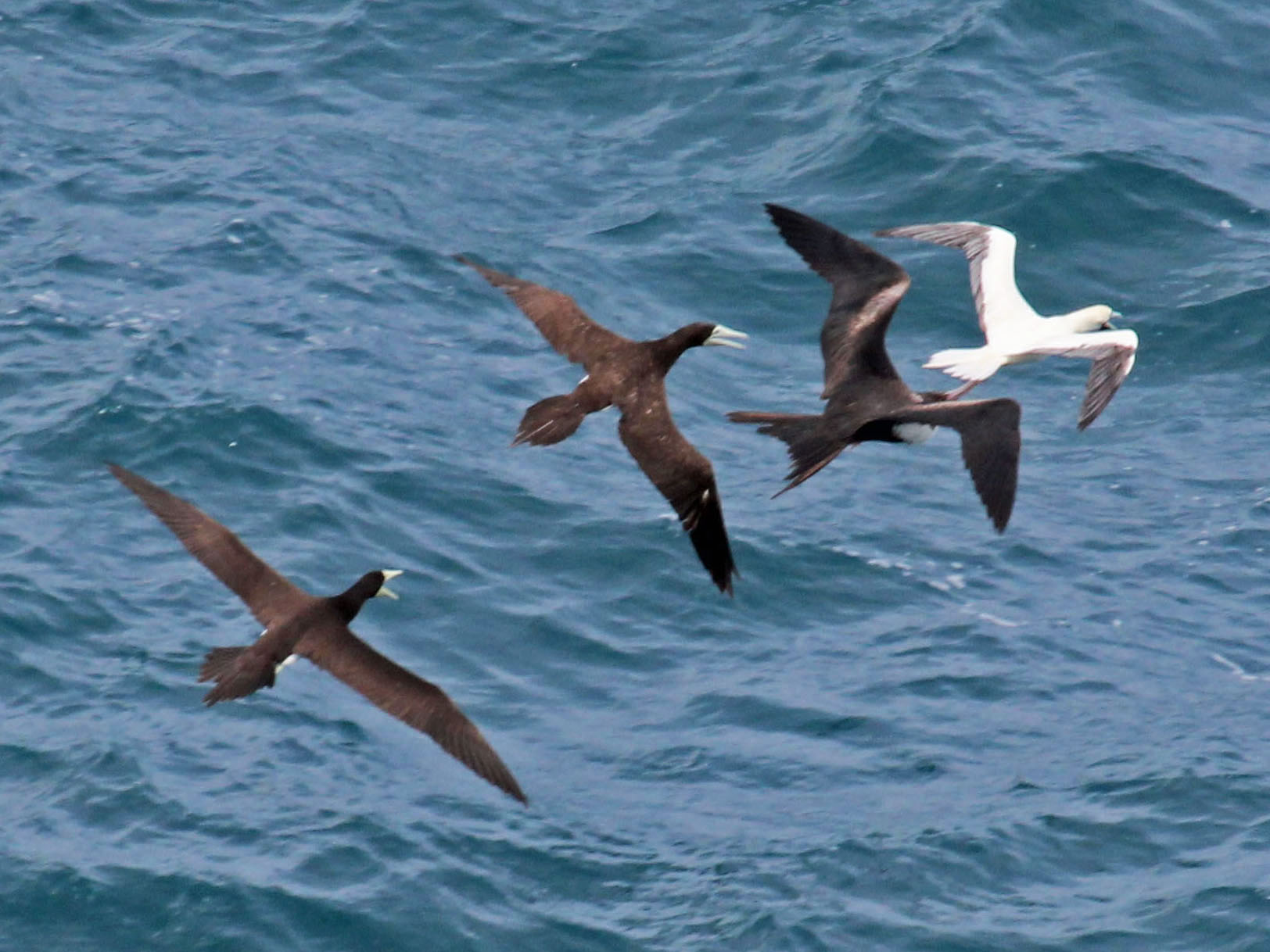
カツオドリを攻撃中のオオグンカンドリ

ある動物が自分の食糧として確保したものを奪う例である。完全に奪い取る例もあれば、横から同時に摂食を行う「かすめ取り」をする例もある。
典型的な例はグンカンドリとカツオドリに見られる。グンカンドリはカツオドリが餌を取って海から飛び上がってくると、それに空中で攻撃を仕掛け、カツオドリが餌を吐き出すとすかさずそれを空中で取り、食べてしまう。グンカンドリは自力で餌をとることもできるが、このような盗み行動を常習的に行っている。類似の例は、それほど頻繁ではなくとも多くの肉食動物の間でも見られる。
これは大型脊椎動物の間だけでなく、無脊椎動物でもみられる。たとえばハエトリグモ科のチャスジハエトリやアダンソンハエトリは人家に普通なもので、いずれも昆虫をよく捕食するが、互いに相手から獲物を盗む行動が知られ、多くの場合前者が後者から獲物を奪う。従ってチャスジがアダンソンを宿主とする労働寄生者となっている。
また潮間帯に生息するアッキガイ科の巻き貝であるシマレイシガイダマシは岩礁に固着するイガイ類などの貝殻に穴を開けて捕食するが、同所的に生息するウネレイシガイダマシやヒメヨウラクは同様な捕食法の他にシマレイシガイダマシに対する労働寄生を行う。前種は宿主が穴を開けたものを乗っ取ることで、後種は捕食されている貝に集まり、横から吸収しようとする「かすめとり」を行うことで、いずれも労働寄生をする。この2種の口吻は宿主に比べて太く、これは貝殻に素早く穴を開けるには不利であるが内容を素早く吸い込むには有利に働くとされ、労働寄生に向くものとなっている。

### 子育ての餌を奪う
親が子に餌を与えて育てる動物において、子供に与えられる餌を盗むことで、その極端な例が托卵である。托卵はそれ自体が独自の行動として取り上げられやすいが、これを労働寄生と見なすこともできる。詳細は托卵を参照。
カッコウ科の鳥が有名で、たとえばホトトギスはウグイスの巣に、親がいない時を狙って産卵する。生まれたホトトギスの雛は他の卵や雛を巣の外に押し出して巣を独占し、ウグイスの両親の運んでくる餌を食べて成長する。類似の例は魚類にも見られ、たとえばナマズの一種であるシノドンティス・ムルティプンクタートゥスの稚魚はマウスブルーダーのシクリッドの口の中で養育される。

### 子のための貯蔵食糧を盗む
親が繁殖行動の一環として子のための栄養を蓄えるものの場合、その栄養を狙う動物が出現する例がある。特に注目されるのが昆虫のハチ目のもので、2つの群がある。一つはハナバチ類で花粉と蜜を、もう一つは狩りバチ類でクモやイモムシなどを麻酔して、いずれも巣穴に貯蔵する。これらの中で社会性でない種では、巣穴に餌を貯蔵すると卵を産み付け、巣穴に蓋をする。これを横取りするのが労働寄生者である。この類では近縁種が労働寄生をする例が顕著である。

#### 近縁種の例
ハナバチ類は花蜜と花粉を食料とし、巣穴をつくってこれらを貯蔵し、幼虫の食料とする。これを狙うものにやはり近縁のハナバチ類がある。労働寄生性の種はハナバチ類の様々な分類群に散見され、それぞれ独立に進化したらしい。形態的には花粉運搬のための構造を失っているので判別できるが、同時にそれらは往々にして甲冑のような表皮と奇抜な色彩を持つ。その数は種数にしてハナバチ全体の一割にも達する。
たとえばオオハキリバチは典型的な単独性のハナバチで、夏に花粉と蜜で団子を作り、竹筒などを仕切って巣穴としてここに貯蔵する。この種に寄生するハナバチ類としてトガリハナバチとハラアカハキリバチヤドリの2種のハナバチが労働寄生する。
この2種の寄生の方法ははっきりと異なる。トガリハナバチはオオハキリバチの営巣を監視し、宿主が不在の間に何度か巣内を確かめて十分な餌が貯蔵されるのを待ち、巣の奥、餌と壁の隙間に卵を産み付ける。次に餌の補給が行われると、この卵は埋もれて見えなくなる。宿主は巣を完成させて産卵して巣を閉じる。寄生者の幼生は孵化すると餌を食べ、途中で宿主幼生を食い殺すらしい。
ハラアカハキリバチヤドリはオオハキリバチが空洞を仕切って複数の巣を完成した直前または直後に侵入し、巣穴を掘り返し、その材料を使い、内部を作り直してあらためて自らの巣を作る。複数の部屋を作り、それぞれに産卵する。その際に宿主のオオハキリバチと衝突した場合、これを攻撃して追い出し、時には刺殺する。

#### 非近縁者の例
ただし、労働寄生者となるのは近縁な昆虫のみに限られるわけではない。たとえばハナバチの労働寄生者にはおなじハナバチ類の他にツチハンミョウ、ハエ目のものなどがある。ハエ類は巣に卵を産み付けることでこれを行う。
ツチハンミョウは幼虫が花に集まり、そこにやってきたハチの体に乗り移り、ハチが巣穴に産卵する際のその卵に乗り移る。巣穴が封じられると、幼虫は卵を食い、その後に花粉と蜜を食べて成長する。
またツツハナバチ類の巣では貯蔵花粉塊にツツハナコナダニ科などのコナダニ類が発生し、これがやはりハチの卵や若齢幼虫を殺していることが知られる。
狩りバチの場合も、近縁の狩りバチ系以外にやはり寄生性ハエ類が労働寄生者として存在する。

#### ハチ以外の例
他にも以下のような例がある。
糞虫類
ダイコクコガネやタマコロガシなどは幼虫のために糞を取り分け、幼虫一匹分の糞玉を作る。これに対して、マグソコガネ類の一部にこの糞玉に潜り込み、このような幼虫のための糞玉を食い荒らすことが知られる。
オトシブミ類
オトシブミ類やチョッキリ類の多くは幼虫の餌とするために植物の葉を巻き、そこに卵を産み付けるが、中には他種が巻いた葉に卵を産み付けるものがある。日本ではヤドカリチョッキリが他のチョッキリ類の、オオメイクビチョッキリがゴマダラオトシブミなどの揺藍に産卵する。

### 集団で作る巣に紛れ込む
アリやシロアリなど、大きな社会的集団を作り、規模の大きな巣を作る動物の場合、その巣に住み込んで生活する他種動物が現れる例がある。そのあり方は様々で共生の場合も寄生の場合もあるが、その一部は宿主の餌などを盗んで生活する。その代表的なものの一つであるアリヅカコオロギ類は共生とされることも多いが、アリ同士の餌の受け渡しを横から奪ったり、食べ残しを拾ったりしており、これを労働寄生者とすることもある。類似の例としてやはり社会性で大きな巣を作るイワガネグモ科のクモに寄食するハグモ科のクモが知られる。

### その他
より広く捉えれば、寄生者が奪うものが餌でない場合、それ以外の有限な資源を奪う場合もこれに含めることができる。たとえば巣材として集めたものを奪う、巣穴として作り上げたものを奪う、その他宿主のエネルギー消費の元に作り上げたものを奪う行為はこの範疇に捉えることができる。これらの行動は鳥類などでは広く知られるところである。
特殊な例としてクモではイソウロウグモに宿主の作る網の糸を食う例が知られる。実際に食料として有効であるらしく、種にもよるがその量は小昆虫の餌と比する程度の量に達し、糸だけを餌として与えて幼生を成体にまで育てられた例も知られる。
また、アブラムシが作った虫こぶの組織を専食するガの幼虫についてこの語が用いられた例もある。ただしこの例ではアブラムシが作ったというよりは、アブラムシの働きかけで植物が作ったものであり、このガが何を対象に寄生していると言い得るかは難しい。

## その周辺と境界
労働寄生（あるいは盗み寄生）を寄生と見るか、というのは難しい問題である。餌を奪う例では、栄養段階で見ると、一般的な寄生では寄生者は宿主より上になるが、労働寄生の場合、同じ餌をとるのだから同じ段階にあると見なければならない。
単純に肉食性動物の獲物を奪う例では、盗み寄生者自身も肉食動物と見られることが多い。その場合、宿主と寄生者の関係は競争であり、盗み寄生はその中の一局面に過ぎないと見ることもできる。だがまず宿主の存在が前提となるため、相互作用の観点からは単純な競争とは異なる。
他方でイソウロウグモ類はより大型の造網性のクモの網に入り込んで獲物を狙うが、往々にして網の主が拾わないような小型の昆虫を食べている。この場合、確かに宿主の網にかかった獲物ではあるが、宿主が食べない可能性も大きく、盗み、あるいは寄生に当たるかどうかが疑わしく、片利共生と言ってもいい。そのため、kleptoparasitism を使わず、寄生性に無関係な kleptobiosis の語が用いられるべきとの声もある。
ただしイソウロウグモ類ではこのあたりが更に複雑で、ヤリグモのように獲物盗みのために網に侵入するもの、網の主自身を狙うクモ食い、網そのものを食べる網食いなどの方向性があり、しかもそれらの中間的な戦略を持つものも多い。
これに対して寄生と見なしやすいのはハチなどの昆虫に関する事例である。狩りバチやハナバチに対する労働寄生者の振る舞いは昆虫によく見られる捕食寄生の型とほぼ同じである。ツチハンミョウ科ではバッタの卵塊などを宿主とする捕食寄生とされる型と、ハチを狙う労働寄生の型が共存している。

## その進化
鳥類に関して労働寄生の出現しやすい生態学的、行動学的な条件として、Brockmann と Barnard は以下の7点を上げている。
1. 宿主が集中して存在すること
2. 利用できる食物の量が豊富であること
3. 食料となる個別物件が大きい、あるいは高品質であること
4. 宿主の行動によって食料の手に入る時と場所が予測できること
5. 宿主が獲物を処理するのにある程度時間がかかり、その間に寄生者が獲物を奪えること
6. 宿主に逃げられたり報復を受ける可能性が低いこと
7. 労働寄生者が宿主の間を素早く動けること

1-4は要するに狙って獲物を入手できること、それで得られたものに十分価値があることを意味する。5-7は獲得しやすさに関わる。つまり、労働寄生のための行動は直接に獲物を求めるものではないから、確実に、ある程度以上の価値のある資源を奪えるのでなければ引き合わない。昆虫に見られる貯蔵餌の乗っ取りの例でもこれらの条件はよく当てはまる。
また、労働寄生の特徴として、寄生者と宿主に類縁関係の近いものが出現しやすいことがたびたび挙げられる。これはたとえば狩りバチに労働寄生する狩りバチ系のハチ、あるいはハナバチを宿主とするハナバチ系のハチ、といった例で顕著である。例えばハナバチ上科の場合、大半の労働寄生者は同じ属、亜科、科の種を対象にする。このような進化のあり方については様々な論議がある。
盗みや労働寄生（ここでは産卵するかどうかで両者を区別する）が恒常的に行われるかどうかで四つの段階を区別できる。
1. 条件的盗み：時として盗みを行うもの
2. 専業的盗み：常に盗みを行うもの
3. 条件的労働寄生：時に労働寄生を行うもの
4. 専業的労働寄生：常に労働寄生を行うもの

この最後の二つは、生活様式としてはほぼ変わらず、後者では花粉収集の構造が完全に失われている点で異なる。
労働寄生には以下のタイプが区別できる。
1. 乗っ取り型：産卵後の巣と餌を奪う。
2. 空き巣狙い型：営巣中・後に侵入して産卵：卵を隠す行動が加わる
3. 託児型：この養育を託す

1と2の違いとして、2では1にない「卵を隠す」行動があることが挙げられる。ここから2の方が発展的な型と考えられる。最後の型が後述の社会寄生にみられるものである。実際の習性では宿主の殺戮が生じる例があるが、これは必要に応じて生じるものと考える。
条件的な労働寄生は資源の不足や過密などから偶発的に起きることが幾つかの実例で知られている。これがその方向の進化に働いた可能性がある。そういった場合、巣や餌に関する習性が似ている方が略奪や寄生が成立しやすく、それが近縁種に労働寄生が生じやすい理由とも考えられる。

## 類似の概念
このような寄生の類型は古くは混乱して扱われた。盗み寄生と労働寄生は同義であるが、托卵は別扱いになることも多い。さらにややこしいのは社会寄生という語である。社会寄生 social parasitism は、典型的には社会性昆虫の、たとえばサムライアリのように他種の働き蟻を自分たちのために働かせるものを指し、それが上記の例と同じハチに関わるものであるだけに、労働寄生とあわせて、あるいは混同して使われてきた。ただし、単なる盗みはこの範疇には含まれない。しかしながら、宿主の労働力を搾取する、という観点ではこれらは確かに共通である。
これらを同じものとする扱いもあり、今西は1948年に著書で『社会寄生あるいは労働寄生と呼ばれる』現象として、現在の社会寄生の例のみを挙げている。近年でも大河原・上田(2011)は社会寄生（労働寄生）として後述のアリの例と托卵の例を併せている。
しかし現在ではむしろ、他種の社会性に基づく行動を利用し、それによって利益を得る、といった意味でやや異なったニュアンスで使われることも多い。アリ類では上記の奴隷狩りの例の他、女王アリが群れ作りの初期に他の種のアリの巣に侵入し、女王を殺して入れ替わるという一時的社会性を含め、多くの事例がある。また、ハチにも類例がある。シロアリのターマイトボールも社会寄生とされる。